# Palais Uruski

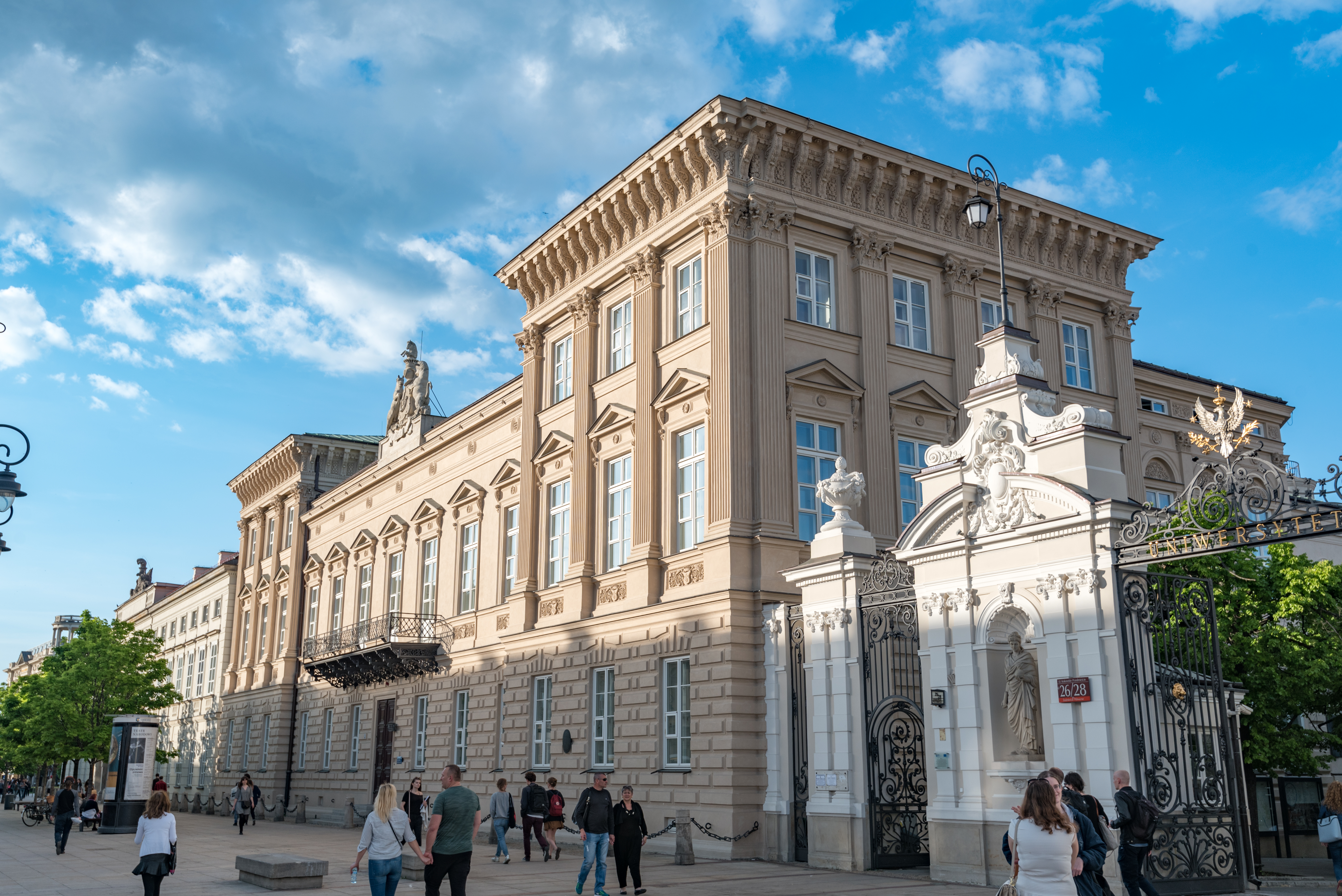
Le bâtiment principal du palais. La porte d'entrée du campus universitaire est visible sur la droite

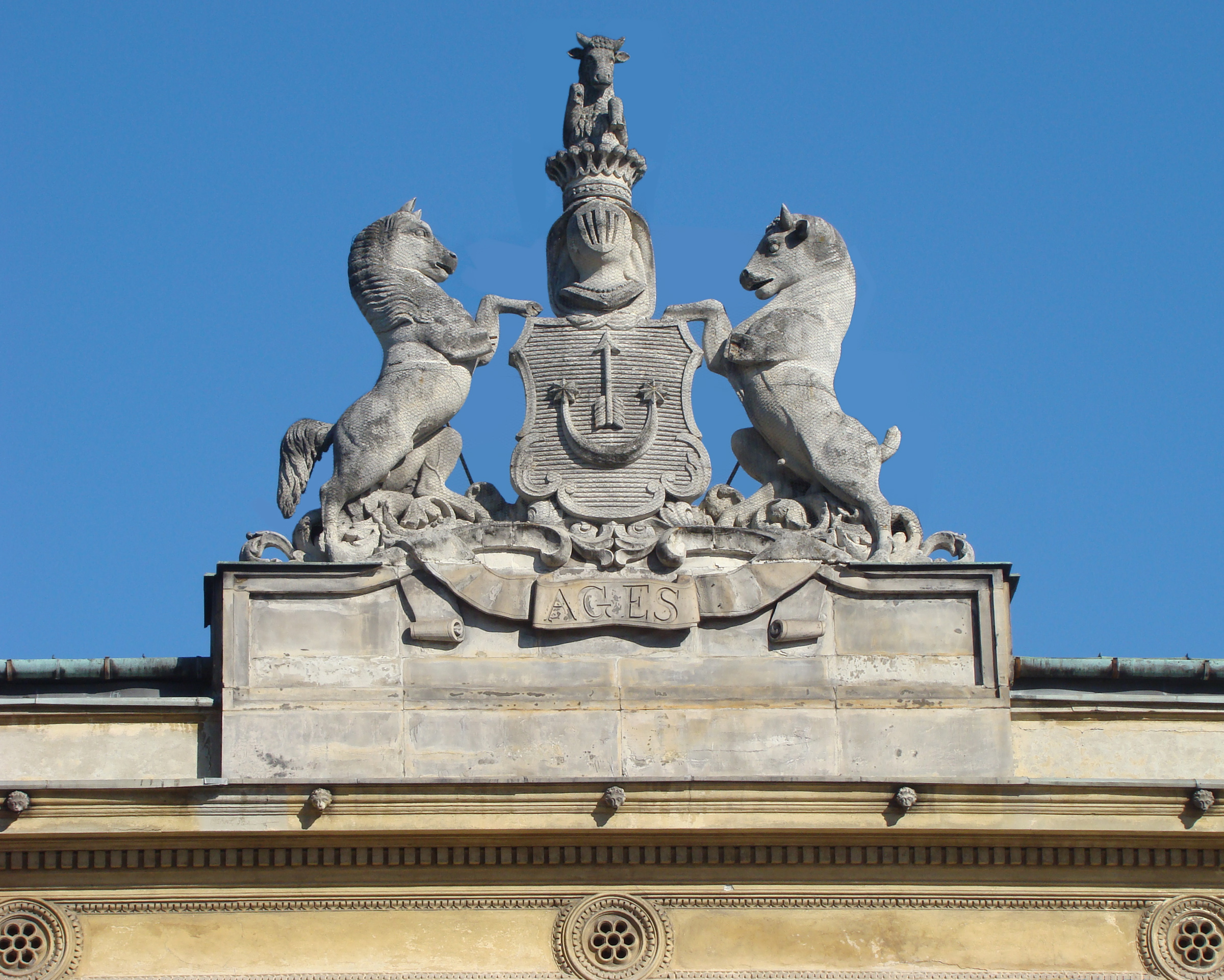
Les armoiries « Sas » du commanditaire Seweryn Uruski sur le bâtiment

Le Palais Uruski (également appelé Palais Czetwertyński, en polonais : Pałac Uruskich ou Czetwertyńskich) est une résidence de la ville de Varsovie sur la rue Krakowskie Przedmieście. Aujourd'hui, le palais néo-renaissance abrite l'Institut de géographie de l'Université de Varsovie.

## Histoire
Le palais est situé sur la partie historique de la route royale de Varsovie, à peu près en face du palais Czapski. Il fait maintenant partie du campus de l'Université de Varsovie. Juste à côté se trouve le palais Tyszkiewicz au nord et la magnifique porte d'entrée du campus au sud. Le palais Uruski est sur le site d'une autre résidence qui fut construite en 1741 - probablement par Johann Sigmund Deybel von Hammerau - pour Stanisław Poniatowski, le père du futur roi de Pologne, Stanislas II August Poniatowski. C'est dans ce bâtiment que le jeune Poniatowski apprit son élection comme roi. L'apparition du premier palais sur le site est connue car elle est représentée par le peintre Bernardo Bellotto (Canaletto) dans un tableau de Krakowskie Przedmieście. Avant la construction de ce palais baroque, il y avait ici six maisons en bois. Les écuries royales de Sigismond II avaient été construites au XVIIe siècle.
En 1775, la petite-fille du constructeur, Konstancja, reçut le palais en dot lorsqu'elle épousa Ludwik Tyszkiewicz . Leur fille Anna a vendu le bâtiment à Stanisław Mokronowski en 1820, par l'intermédiaire de qui il est finalement transmis à Seweryn Uruski .

### Nouveau bâtiment
Uruski fit démolir l'ancien palais et construire une nouvelle résidence entre 1844 et 1847 sur un projet d'Andrzej Gołoński. Les décorations sculpturales ont été réalisées par Ludwik Kaufmann . Le nouveau palais était de style Renaissance. Au centre de la façade se trouve un cartouche autonome de deux mètres de haut avec les armoiries du constructeur créées par Kaufmann.
La cour intérieure du palais était disposée de manière asymétrique. Une porte dans l'élévation latérale nord, qui n'existe plus aujourd'hui, permettait d'accéder à la cour depuis Krakowskie Przedmieście. Une aile de deux étages a été construite sur le flanc sud de la propriété. Ce bâtiment est de construction irrégulière, a une projection centrale vers la cour intérieure et une petite tour ronde . De là, il était possible d'accéder à la cour universitaire actuelle en direction du palais Kazimierz (aujourd'hui le rectorat). La famille Uruski ne vivait que dans le bâtiment principal, avec des appartements locatifs dans les dépendances.
À la mort d'Uruski, sa femme Ermancja hérita de la propriété, qui la passa à leur fille Maria, qui était mariée à Włodzimierz Światopełk-Czetwertyński depuis 1872. Dès lors, le palais appartenait à la famille Czetwertyński, qui le fit restaurer et moderniser sous Józef Huss de 1893 à 1895. Huss reconstruit principalement les dépendances et a remplacé celle au nord par une nouvelle, avec les remises et des écuries au rez-de-chaussée et des appartements à l'étage supérieur. La famille Czetwertyński resta propriétaire du palais jusqu'en 1946.

### Guerre et après-guerre
Lors de l'attaque allemande de 1939, le palais fut touché par des bombes et partiellement détruit. En 1944, il a de nouveau brûlé pendant l'Insurrection de Varsovie et ce qui en restait a ensuite été démoli par les troupes allemandes. Entre 1948 et 1951, il a été reconstruit sous la direction de Jan Dąbrowski. Depuis lors, il est le siège de l'Institut géographique de l'Université (en polonais Instytut Geografii Uniwersytetu Warszawskiego), aujourd'hui appelé l'Institut de géographie et régional (polonais Wydział Geografii i Stosunków Regionalnych).

## Littérature
- Julius A. Chroscicki et Andrzej Rottermund, Atlas architectural de Varsovie, 1. Edition, Arkady, Varsovie 1978, p. 82
- Tadeusz S. Jaroszewski, Palais et résidences à Varsovie, Maison d'édition Interpress,  (ISBN 83-223-2049-3), Varsovie 1985, p. 164 ff.

## Liens web
- Informations et photos sur le site de la famille Grocholski (en polonais)
- Informations sur le palais sur le site de la ville de Varsovie (en polonais)
- Informations sur le palais de Dawna Warszawa (en polonais)

## Voir également
- Liste des palais à Varsovie